# Lijst van heersers van Schwarzburg-Rudolstadt
Lijst van heersers van Schwarzburg-Rudolstadt

## Graven
- 1574-1605: Albrecht VII (1537-1605)
- 1605-1630: Karel Günther (1576-1630)
- 1630-1646: Lodewijk Günther I (1581-1646)
- 1646-1710: Albert Anton II (1641-1710)
  - 1646-1662:  Emilie van Delmenhorst (1614-1670; regentes)

## Vorsten
- 1710-1718: Lodewijk Frederik I (1667-1718)
- 1718-1744: Frederik Anton (1692-1744)
- 1744-1767: Johan Frederik (1721-1767)
- 1767-1790: Lodewijk Gunther II (1708-1790)
- 1790-1793: Frederik Karel (1736-1793)
- 1793-1807: Lodewijk Frederik II (1767-1807)
  - 1807-1814: Caroline Louise van Hessen-Homburg (1771-1854; regentes)
- 1807-1867: Frederik Günther (1793-1867)
- 1867-1869: Albert (1798-1869)
- 1869-1890: George Albert (1838-1890)
- 1890-1918: Günther Victor (1852-1925)